# Santuario de Quillacas
Santuario de Quillacas ist eine Ortschaft im Departamento Oruro im Hochland des südamerikanischen Anden-Staates Bolivien. Die Ortschaft wurde am 20. Mai 1501 gegründet, aber unter der derzeitigen Bebauung finden sich Steinquader, die auf eine deutlich ältere Bebauung schließen lassen.

## Lage im Nahraum
Santuario de Quillacas ist zentraler Ort des Municipio Quillacas in der Provinz Eduardo Avaroa. Die Ortschaft liegt auf einer Höhe von 3770 m zwischen zwei Inselbergen, die sich als Reste eines Vulkankraters etwa neun Kilometer südlich des Poopó-Sees aus der Schwemmlandebene von Río Márquez und Río Sevaruyo erheben.

## Geographie
Santuario de Quillacas liegt auf dem bolivianischen Altiplano zwischen der Cordillera Occidental im Westen und der Cordillera Central im Osten. Das Klima der Region ist arid und durch ein typisches Tageszeitenklima charakterisiert.
Die mittlere Durchschnittstemperatur der Region liegt bei knapp 9 °C (siehe Klimadiagramm Pampa Aullagas) und schwankt nur unwesentlich zwischen 5 °C im Juni und Juli und 11 °C von November bis März. Der Jahresniederschlag beträgt rund 300 mm, bei einer ausgeprägten Trockenzeit von April bis Oktober mit Monatsniederschlägen unter 10 mm, und nur wenigen Monaten mit ausreichender Feuchtigkeit, der niederschlagsreichste Monat ist der Januar mit knapp über 70 mm Monatsniederschlag.

## Verkehrsnetz
Santuario de Quillacas liegt in einer Entfernung von 165 Straßenkilometern südlich von Oruro, der Hauptstadt des Departamento.
Von Oruro aus führt die Nationalstraße Ruta 1 nach Süden und erreicht nach 53 Kilometern die Stadt Poopó und nach weiteren 63 Kilometern die Ortschaft Challapata. Von hier aus führt die Ruta 30 weitere 30 Kilometer über Santiago de Huari nach Süden. Nach Überquerung eines Flusslaufs biegt eine unbefestigte Landstraße nach Südwesten ab und führt nach 19 Kilometern nach Santuario de Quillacas. Die Straße führt weiter in südwestlicher Richtung nach Salinas de Garcí Mendoza und dem Salzsee Salar de Uyuni.

## Bevölkerung
Die Einwohnerzahl der Ortschaft ist in den vergangenen beiden Jahrzehnten auf mehr als das Doppelte angestiegen:
| Jahr | Einwohner | Quelle       |
| ---- | --------- | ------------ |
| 1992 | 374       | Volkszählung |
| 2001 | 841       | Volkszählung |
| 2012 | 910       | Volkszählung |
| 2024 |           | Volkszählung |

Die Region weist einen deutlichen Anteil an Aymara-Bevölkerung auf, im Municipio Santuario de Quillacas sprechen 52,4 Prozent der Bevölkerung Aymara.

## Politik
Im März 2012 eskalierten Grenzstreitigkeiten zwischen Quillacas und der Nachbargemeinde Coroma im Departamento Potosí. Bei gewalttätigen Auseinandersetzungen zwischen den zwei zerstrittenen Grenzgemeinden hatte es 25 Verletzte und zwei schwer Verletzte gegeben, in Oruro waren der regionale Gewerkschaftsverband COD und rund 500 Bergleute durch die Straßen gezogen, die der Regierung in La Paz Untätigkeit vorwarfen, und in der Departamento-Hauptstadt Potosí stand durch die dortigen Protestaktionen für 24 Stunden das gesamte öffentliche Leben still. Autonomie-Ministerin Claudia Peña erklärte den Streik als »politisch und ungerechtfertigt«. Bereits am ersten März-Wochenende habe es zwischen den beiden Gemeinden ein schriftliches Abkommen zur friedlichen Beilegung des Konflikts um Ackerland gegeben. Die Befriedung vor Ort sei vor allem Aufgabe der Betroffenen, so Peña.